# Shangdang (Changzhi)
Changzhi (chinesisch 长治县, Pinyin Chángzhì Xiàn)  ist ein Kreis, der zum Verwaltungsgebiet der gleichnamigen Stadt Changzhi, einer bezirksfreien Stadt im Südwesten der chinesischen Provinz Shanxi gehört. 
Der Zhengjue-Tempel (Zhengjue si 正觉寺) und der Jadekaiser-Tempel von Changzhi (Changzhi yuhuang guan 长治玉皇观) stehen auf der Liste der Denkmäler der Volksrepublik China.